# Калінінське (Іглінський район)
Калі́нінське (рос. Калининское, башк. Калининский) — присілок у складі Іглінського району Башкортостану, Росія. Входить до складу Калтимановської сільської ради.
Населення — 9 осіб (2010; 12 в 2002).
Національний склад:
- білоруси — 92 %